# Liga dos Campeões da CAF de 2000
A Liga dos Campeões da CAF de 2000 foi a 36ª edição da competição anual internacional de futebol de clubes realizada na região da CAF (África). O Hearts of Oak, de Gana, venceu a final e tornou-se pela primeira vez campeão da Africa.

## Clubes classificadas
| Associação                     | Equipe                            | Classificação                              |
| ------------------------------ | --------------------------------- | ------------------------------------------ |
| África do Sul                  | Mamelodi Sundowns (3° partipação) | Campeão - Premier Soccer League_1998-1999  |
| Tunísia                        | Esperance (9° partipação)         | Campeão - Ligue 1_1998-1999                |
| Marrocos                       | Raja Casablanca (6° partipação)   | Campeão - Botola_1998-1999                 |
| Egito                          | Al Ahly (12° participação)        | Campeão - Premier League Egípcia_1998-1999 |
| Angola                         | - CD Primeiro de Agosto           |                                            |
| Argélia                        | - MC Alger                        |                                            |
| Benim                          | - Dragons de I'Ouémé              |                                            |
| Botswana                       | - Notwane FC                      |                                            |
| Burquina Fasso                 | - ASFA Yennenga                   |                                            |
| Burundi                        | - Vital'O FC                      |                                            |
| Chade                          | - Renaissance FC                  |                                            |
| Costa do Marfim                | - Africa Sports                   |                                            |
| Camarões                       | - Sable FC                        |                                            |
| Cabo Verde                     | - Sporting Praia                  |                                            |
| Eritreia                       | - Red Sea FC                      |                                            |
| Etiópia                        | - Saint George SC                 |                                            |
| Gana                           | - Hearts of Oak                   |                                            |
| Gabão                          | - FC 105 Libreville               |                                            |
| Gâmbia                         | - Gambia Ports Authority F.C.     |                                            |
| Guiné                          | - Horoya AC                       |                                            |
| Guiné-Bissau                   | - Sporting Bissau                 |                                            |
| Guiné Equatorial               | - Akonangui                       |                                            |
| Lesoto                         | - Lesotho Defence Force FC        |                                            |
| Líbia                          | - Al Ahly Tripoli                 |                                            |
| Madagáscar                     | - AS Fortior                      |                                            |
| Ilhas Maurícias                | - AS de Vacoas-Phoenix            |                                            |
| Mali                           | - Djoliba AC                      |                                            |
| Malawi                         | - Big Bullets                     |                                            |
| Moçambique                     | - Ferroviário Maputo              |                                            |
| Namíbia                        | - Black Africa SC                 |                                            |
| Níger                          | - Olympic Niamey                  |                                            |
| Quênia                         | - Tusker FC                       |                                            |
| República Centro-Africana      | - Tempête Mocaf                   |                                            |
| República do Congo             | - Vita Club de Mokanda            |                                            |
| República Democrática do Congo | - DC Motema Pembe                 |                                            |
| Ruanda                         | - APR FC                          |                                            |
| Reunião                        | - US Stade Tamponnaise            |                                            |
| Senegal                        | - Jeanne d'Arc                    |                                            |
| Seicheles                      | - St Michel United                |                                            |
| Sudão                          | - Al Hilal Omdurman               |                                            |
| Tanzânia                       | - Prisons                         |                                            |
| Uganda                         | - Villa SC                        |                                            |
| Zâmbia                         | - Nkana FC                        |                                            |
| Zimbabwe                       | - Highlanders FC                  |                                            |

## Rodada Preliminar
| Equipe 1               | Total | Equipe 2                    | 1.º jogo | 2.º jogo |
| ---------------------- | ----- | --------------------------- | -------- | -------- |
| (p) Tusker FC          | 2–2   | Red Sea FC                  | 1–1      | 1–1      |
| Villa SC               | 2–5   | Saint George                | 2–2      | 0–3      |
| Vital'O FC             | 5–0   | Big Bullets                 | 4–0      | 1–0      |
| Dragons de l'Ouémé     | 3–1   | Gambia Ports Authority F.C. | 2–0      | 1–1      |
| Sporting Praia         | 2–4   | Tempête Mocaf               | 2–3      | 0–1      |
| 1° de Agosto           | 5–0   | Akonangui                   | 4–0      | 1–0      |
| Horoya                 | 3–1   | Sporting                    | 2–0      | 1–1      |
| Notwane                | 3–5   | Black Africa S.C.           | 1–1      | 2–4      |
| AS de Vacoas-Phoenix   | 3–21  | St Michel United            | 1–1      | 2–1      |
| AS Fortior             | 0–0   | Defence Force (p)           | 0–0      | 0–0      |
| Al Ahly Tripoli        | 6–1   | Olympic Niamey              | 4–0      | 2–1      |
| (p) APR FC             | 2–2   | Renaissance FC              | 1–1      | 1–1      |
| (a) Ferroviário Maputo | 3–3   | Prisons FC                  | 1–0      | 2–3      |

1AS de Vacoas-Phoenix  foi expulso da competição por colocar um jogador inelegível em campo.

## Primeira Rodada
| Equipe 1          | Total | Equipe 2               | 1.º jogo | 2.º jogo |
| ----------------- | ----- | ---------------------- | -------- | -------- |
| Raja Casablanca   | 5–3   | Dragons                | 3–1      | 2–2      |
| MC Alger          | 2–6   | Jeanne d'Arc           | 1–1      | 1–5      |
| Al-Ahly           | 3–2   | Tusker                 | 3–1      | 0–1      |
| Saint George      | 3–4   | Vital'O                | 1–2      | 2–2      |
| Espérance         | 10–0  | APR                    | 7–0      | 3–01     |
| Faso-Yennenga     | 3–3   | Djoliba (g.f)          | 2–2      | 1–1      |
| Vita              | 2–5   | 1° de Agosto           | 2–1      | 0–4      |
| Hearts of Oak     | 4–3   | Horoya                 | 2–1      | 2–2      |
| Motema Pembe      | w/o   | Black Africa S.C.      | 2        | -        |
| Highlanders       | 3–0   | St Michel United       | 1–0      | 2–0      |
| Sable             | 3–2   | 105 Libreville         | 2–1      | 1–1      |
| Stade Tamponnaise | 1–5   | Nkana                  | 1–2      | 0–3      |
| Mamelodi Sundowns | 6–2   | Defence Force          | 2–1      | 4–1      |
| Africa Sports     | 6–0   | Al Ahly Tripoli        | 4–0      | 2–0      |
| Al-Hilal          | 2–2   | Ferroviário Maputo (p) | 1–1      | 1–1      |

1 APR FC retirou-se após o primeiro jogo; Eles foram banidos das competições da CAF por três anos e multados em US $ 4.000.

2 Black Africa saiu.

## Segunda Rodada
| Equipe 1        | Total | Equipe 2                | 1.º jogo | 2.º jogo |
| --------------- | ----- | ----------------------- | -------- | -------- |
| Raja Casablanca | 2–2   | Jeanne d'Arc (g.f)      | 2–1      | 0–1      |
| Al-Ahly         | 4–2   | Vital'O                 | 3–0      | 1–2      |
| Espérance       | 4–3   | Djoliba                 | 3–2      | 1–1      |
| Hearts of Oak   | 4–3   | Motema Pembe            | 4–1      | 0–2      |
| Highlanders     | 3–3   | Sable (p)               | 3–0      | 0–3      |
| Nkana           | 1–1   | Mamelodi Sundowns (g.f) | 1–1      | 0–0      |
| Africa Sports   | 7–1   | Ferroviário Maputo      | 5–0      | 2–1      |

## Fase de Grupos (Semi-Finais)
Group A
| Time              | J | V | E | D | GP | GC | SG | Pts |
| ----------------- | - | - | - | - | -- | -- | -- | --- |
| Espérance ST      | 6 | 4 | 0 | 2 | 12 | 7  | +5 | 12  |
| Mamelodi Sundowns | 6 | 4 | 0 | 2 | 11 | 11 | 0  | 12  |
| Africa Sports     | 6 | 3 | 1 | 2 | 12 | 8  | +4 | 10  |
| Sable FC          | 6 | 0 | 1 | 5 | 5  | 14 | −9 | 1   |

|                   | AFN | EST | MSF | SFC |
| ----------------- | --- | --- | --- | --- |
| Africa Sports     | —   | 2-1 | 6-1 | 3-1 |
| Espérance         | 2–0 | —   | 3–2 | 4–0 |
| Mamelodi Sundowns | 2–0 | 2–0 | —   | 2–1 |
| Sable FC          | 1-1 | 1-2 | 1-2 | —   |

Group B
| Time          | J | V | E | D | GP | GC | SG | Pts |
| ------------- | - | - | - | - | -- | -- | -- | --- |
| Hearts of Oak | 6 | 4 | 2 | 0 | 12 | 5  | +7 | 14  |
| Al Ahly       | 6 | 2 | 2 | 2 | 10 | 9  | +1 | 8   |
| Jeanne d'Arc  | 6 | 0 | 3 | 3 | 6  | 12 | −6 | 3   |

|               | AHL | HOO | LFC | JDA |
| ------------- | --- | --- | --- | --- |
| Al Ahly       | —   | 1–1 | 3–1 | 3–1 |
| Hearts of Oak | 2–1 | —   | 2–0 | 1–1 |
| Lobi Stars    | 3–1 | 0–2 | —   | 3–1 |
| Jeanne d'Arc  | 1–1 | 2–4 | 0–0 | —   |

## Final
| Equipe 1  | Total | Equipe 2      | 1.º jogo | 2.º jogo |
| --------- | ----- | ------------- | -------- | -------- |
| Espérance | 2–5   | Hearts of Oak | 1–2      | 1–31     |

1*A partida foi interrompida por 18 minutos, aos 75 ', com Espérance de Tunis vencendo por 1 a 0, depois que uma bomba de gás lacrimogêneo foi disparada contra uma multidão pela polícia. Espérance de Tunis protestou contra o resultado, mas o protesto foi rejeitado. El Ouer Chokri, goleiro do Esperance, que deliberadamente se machucou com a intenção de fazer o jogo ser abandonado, já que o Esperance havia esgotado sua substituição, foi banido por um ano pela CAF por causa do jogo.

## Campeão
| Liga dos Campeões da CAF campeão |
| -------------------------------- |
| Gana                             |
| Hearts of Oak Primeiro Titúlo    |